# SunStroke Project

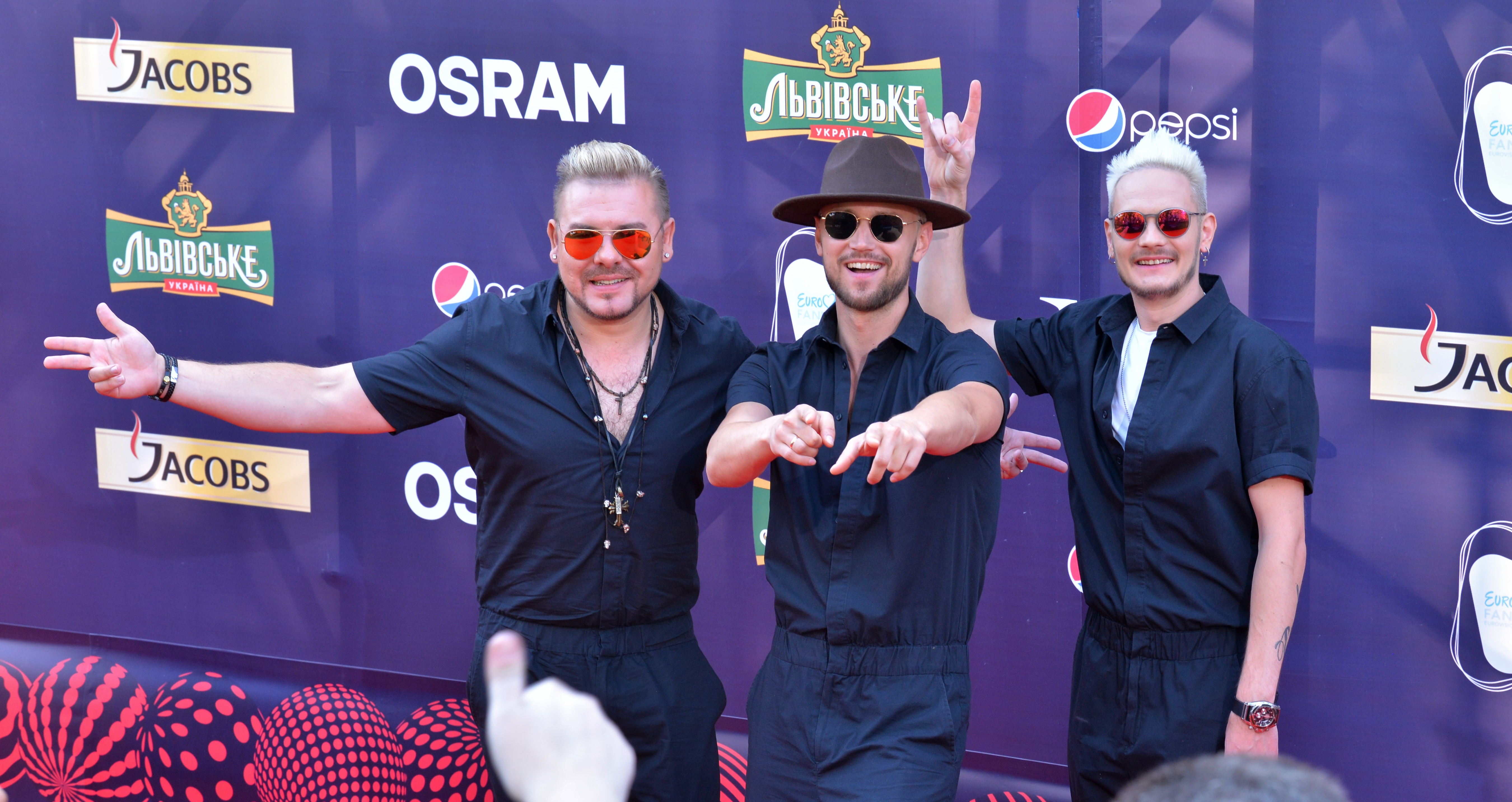
SunStroke Project no Festival Eurovisão da Canção 2017

SunStroke Project é um grupo de cantores da Moldávia.
Representaram junto com Olia Tira o seu país, a Moldávia, no Festival Eurovisão da Canção 2010, em Oslo, Noruega, com a música Run Away, cantada exclusivamente em inglês. Tambem participaram no Festival Eurovisão da Canção 2017 com a canção "Hey Mamma".
Sunstroke Project foi criado em 2007, união entre o violinista Anton Ragoza e o saxofonista Sergei Stepanov (Epic Sax Guy). Hoje, a banda conta também com o vocalista Sergei Yalovitsky.